# Hedyosmum costaricense
Hedyosmum costaricense är en tvåhjärtbladig växtart som beskrevs av C. E. Wood och Burger. Hedyosmum costaricense ingår i släktet Hedyosmum och familjen Chloranthaceae. Inga underarter finns listade i Catalogue of Life.